# Cast (groupe)
Pour les articles homonymes, voir Cast.
Cast est un groupe de rock britannique, originaire de Liverpool, en Angleterre. Il est formé en 1992 par John Power, ex-bassiste de The La's. Émergeant du mouvement Britpop du milieu des années 1990, Cast signe chez Polydor Records et son premier album All Change (1995) devient le mieux vendu pour le label. Ils jouissent à nouveau du succès commercial avec les albums Mother Nature Calls (1997) et Magic Hour (1999). Le groupe se sépare cependant en 2001.
Il se reforme en novembre 2010 et sort un cinquième album, Troubled Times, en novembre 2011. Le bassiste Peter Wilkinson confirme son départ en mars 2015. Il est remplacé en tournée par Jay Lewis, qui participera aussi au sixième album du groupe, Kicking Up the Dust, sorti le 21 avril 2017.
Noel Gallagher d'Oasis décrit les concerts du groupe comme « une expérience religieuse » et est considéré par la presse comme « The Who des années 1990 ».

## Biographie
Le 2 mai 2018, Cast annonce la sortie en novembre d'une compilation, Singles 1995-2017, en parallèle à la tournée Greatest Hits Tour du 23 novembre au 22 décembre 2018 au Royaume-Uni.

## Membres
- John Power - guitare acoustique, chant
- Pete Wilkinson - basse, chœurs
- Skin Tyson -  guitare  guitare électrique, lap steel
- Steve Pilgrim - batterie

## Discographie

### Albums studio
- 1995 : All Change (Polydor Records)
- 1997 : Mother Nature Calls (Polydor Records)
- 1999 : Magic Hour (Polydor Records)
- 2001 : Beetroot (Polydor Records)
- 2011 : Troubled Times (Cast Recordings)
- 2017 : Kicking Up the Dust (Cast Recordings)
- 2024 : Love Is the Call (Cast Recordings)
- 2026 : Yeah Yeah Yeah (Scruff of the Neck Records)

### Compilations
- 2004 : The Collection (Universal Music)
- 2007 : The Complete BBC Sessions (Polydor Records / Universal Music)